# Pseudorhinogobius
Pseudorhinogobius is een monotypisch geslacht van straalvinnige vissen uit de familie van de grondels (Gobiidae).

## Soort
- Pseudorhinogobius aporus Zhong & Wu, 1998